# Sudendorf (Glandorf)
Sudendorf ist ein Ortsteil der Gemeinde Glandorf im Landkreis Osnabrück in Niedersachsen, der südlich des Hauptortes Glandorf liegt. 
Nördlich des Ortes verläuft die B 51 und östlich die B 475. Südlich verläuft die Landesgrenze zu Nordrhein-Westfalen und fließt die Bever. 

## Geschichte
Am 1. Juli 1972 wurde die Gemeinde Sudendorf zusammen mit Averfehrden, Glandorf, Remsede, Schierloh, Schwege und Westendorf in die Gemeinde Laer (ab dem 1. September 1975 Bad Laer) eingegliedert. Am 1. Mai 1981 wurde die Gemeinde Glandorf ausgegliedert. Mit Ausnahme von Remsede kamen alle damals nach Laer eingemeindeten Orte, somit auch Sudendorf, zur Gemeinde Glandorf.